# Leopoldstädter Tempel
Koordinaten: 48° 12′ 50″ N, 16° 23′ 6″ O

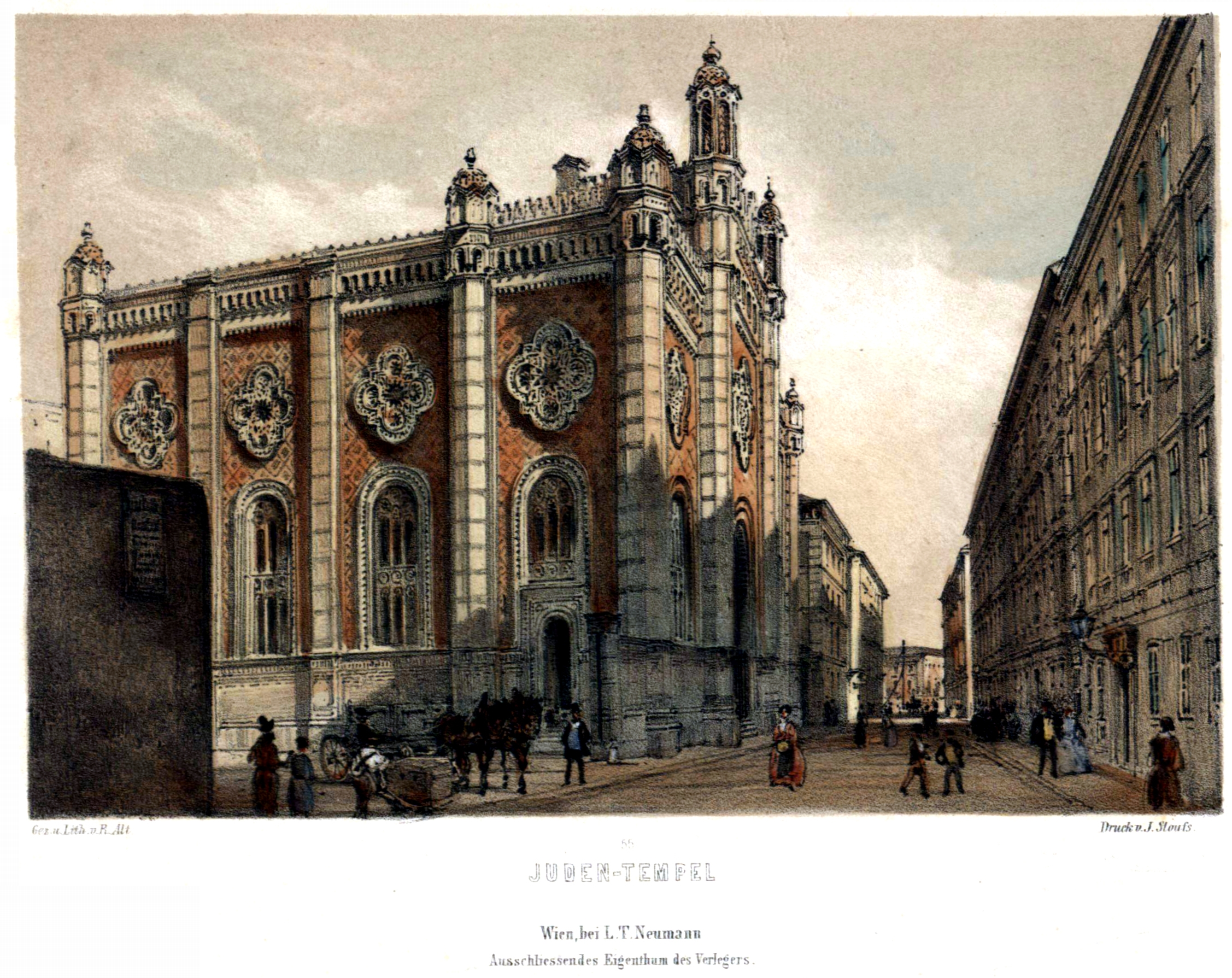
Juden-Tempel nach Rudolf von Alt (1860), erschienen bei L. T. Neumann

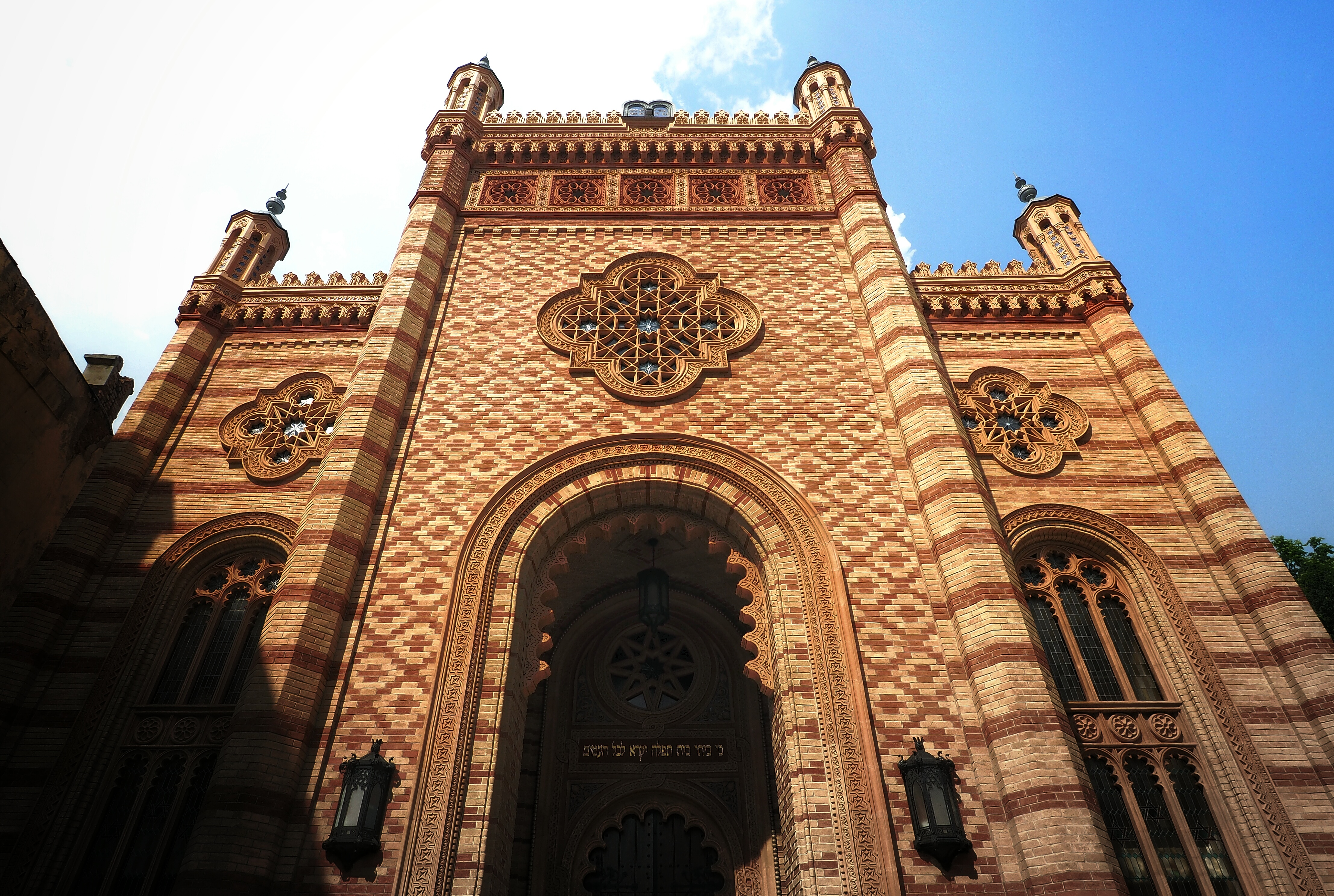
Templul Coral in Bukarest ist eine Kopie des Wiener Tempels

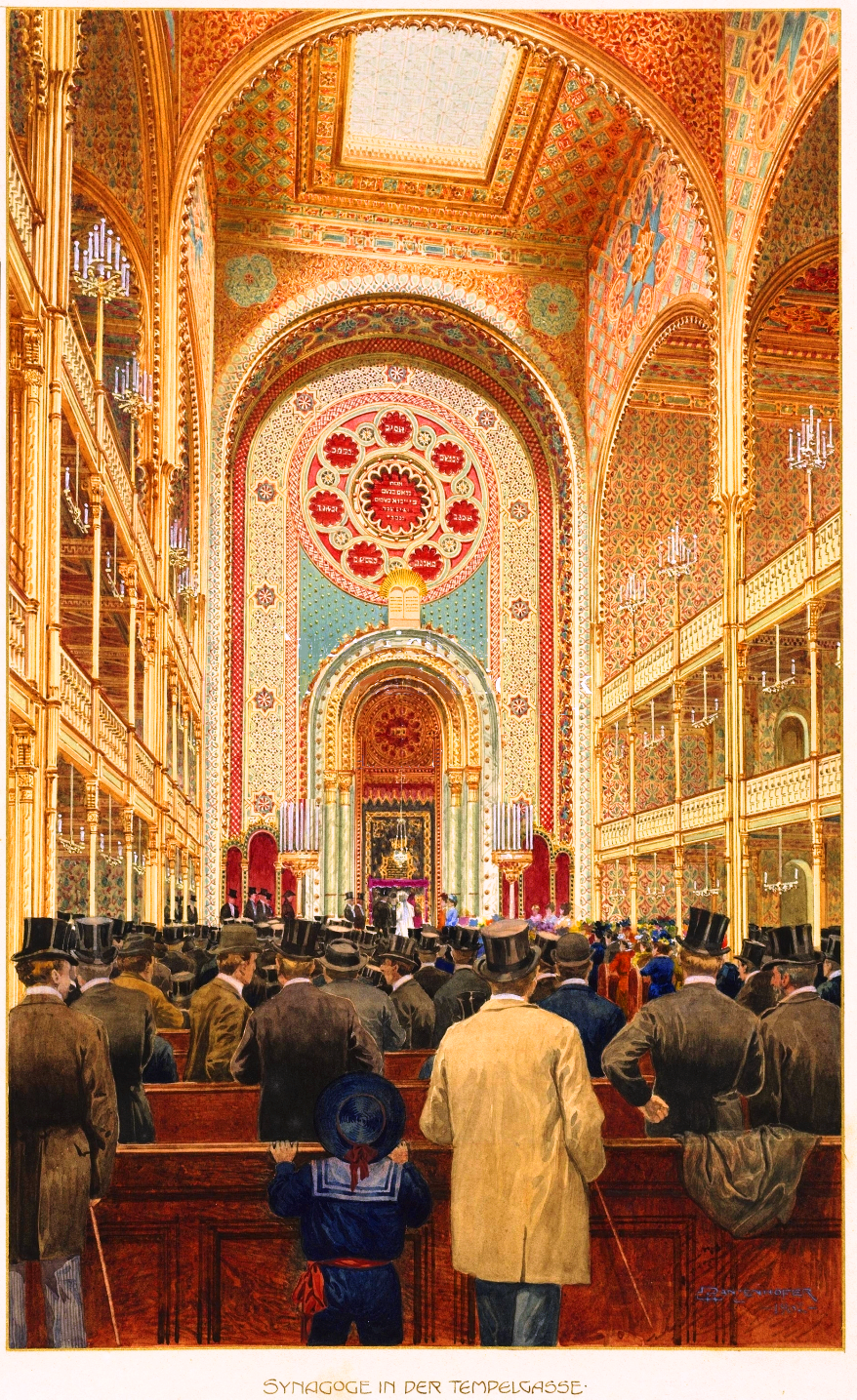
Innenraum, nach einem Aquarell von Emil Ranzenhofer

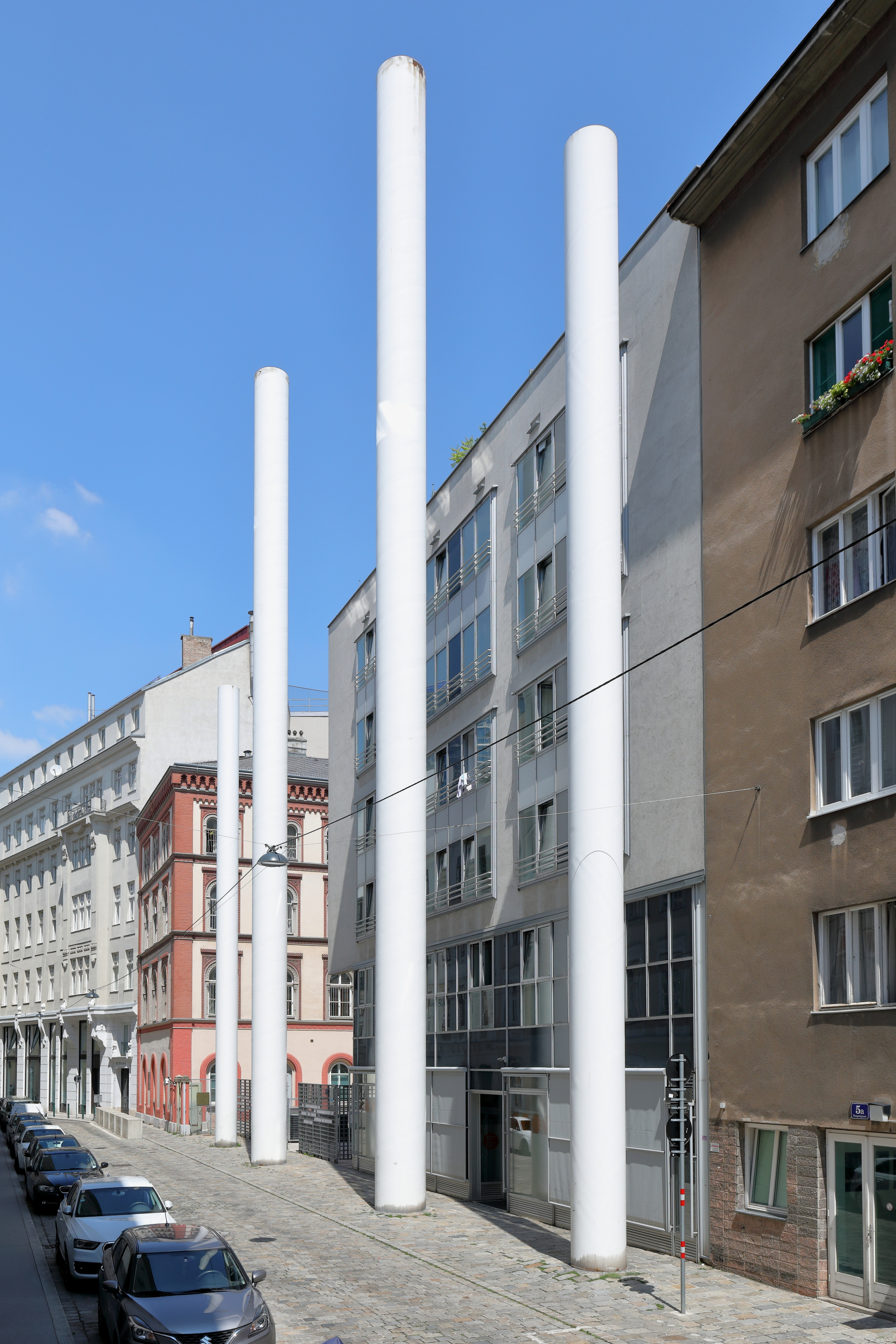
Mahnmal mit vier weißen Säulen am Gelände des zerstörten Tempels

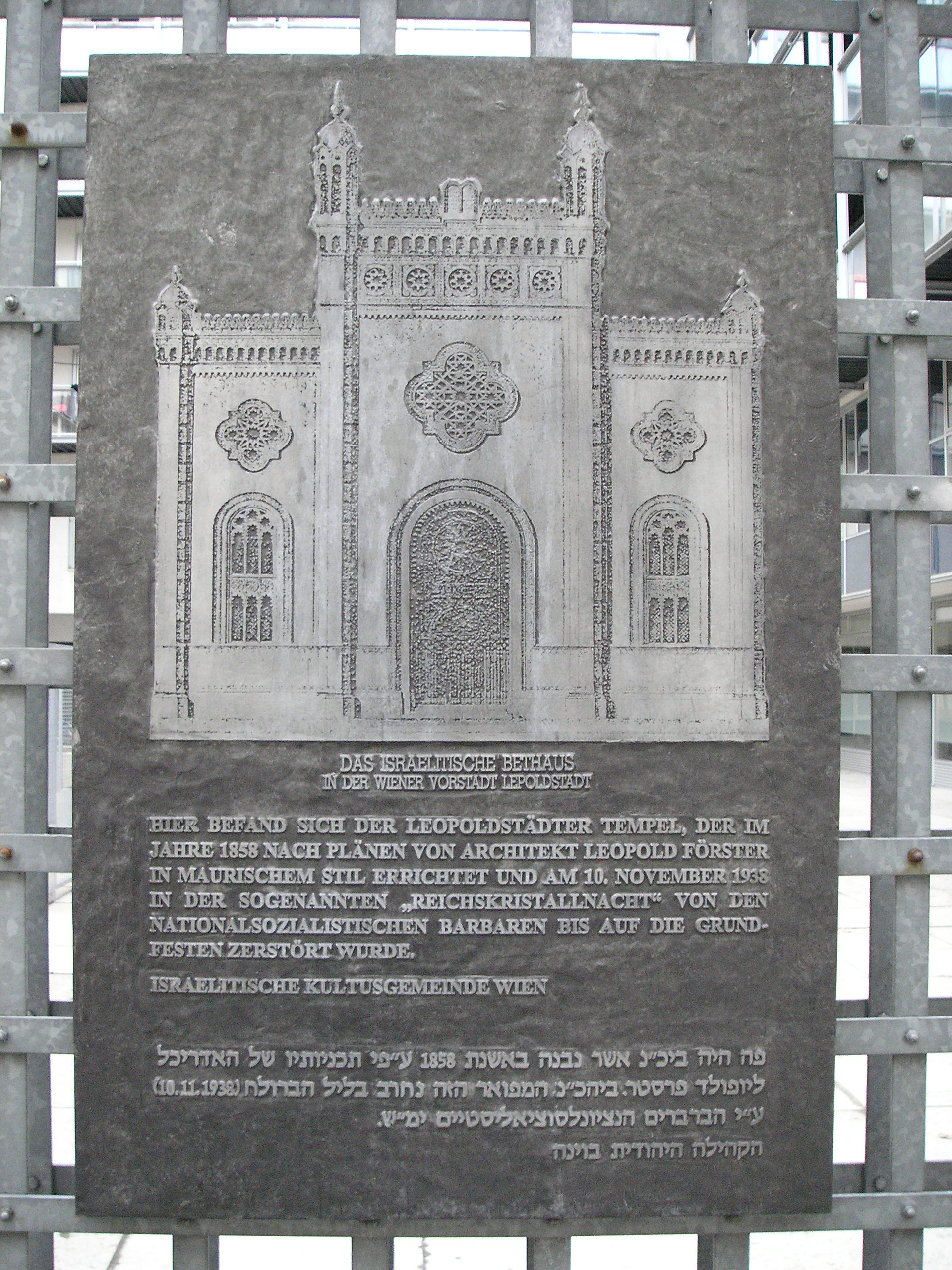
Gedenktafel für den zerstörten Tempel

Der Leopoldstädter Tempel, auch bekannt als das Israelitische Bethaus in der Wiener Vorstadt Leopoldstadt oder Synagoge Tempelgasse, war eine Synagoge im 2. Wiener Gemeindebezirk Leopoldstadt (Tempelgasse 3). Die zwischen 1854 und 1858 nach Plänen von Ludwig Förster errichtete Synagoge war die größte bis heute erbaute und bot 2000 Sitzplätze und wurde 1938 während des Novemberpogroms mit Ausnahme der Seitentrakte, in denen sich von 1893 bis 1938 u. a. auch die Israelitisch-Theologische Lehranstalt befand, völlig zerstört. Heute werden Teile des Grundstückes noch von der jüdischen Gemeinde genutzt.
Der Leopoldstädter Tempel diente als Vorbild für zahlreiche weitere europäische Synagogen im orientalischen Stil, darunter die Zagreber Synagoge, die Spanische Synagoge in Prag, die Tempel Synagoge in Krakau und der Templul Coral in Bukarest.

## Geschichte
Der Leopoldstädter Tempel wurde zwischen 1854 und 1858 nach Plänen von Ludwig Förster errichtet. Als Försters Assistenten waren unter anderem Johann Breidler, Carl Schumann am Bau des Leopoldstädter Tempels beteiligt. Die Einweihungsrede wurde am 15. Juni 1858 von Adolf Jellinek, dem ersten Prediger des Tempels, gehalten. Erster Oberkantor wurde Josef Goldstein. 1867 predigte auch der konservativ eingestellte Moritz Güdemann im Leopoldstädter Tempel, ab 1894 zudem Adolf Schmiedl (1821–1913), der sich vor allem auf Grund seiner volkstümlichen Reden großer Beliebtheit erfreute. Weitere Prediger der Synagoge waren Elieser David aus Düsseldorf sowie ab 1913 Max Grunwald und ab 1932 Israel Taglicht.
Bereits 1898 erfolgte eine erste Generalrenovierung an der Synagoge. Hierbei wurde insbesondere die Innendekoration durch bunte Stuckornamente aufgewertet. 1905 folgten weitere Adaptierungsarbeiten an den Fronten zur Straße bzw. im Hof. Im Anschluss an einen Gottesdienst für jüdische Soldaten des Ersten Weltkriegs brach am 17. August 1917 ein Feuer in der Synagoge aus, der sich zu einem Großbrand ausweitete. Das Gebäude wurde dabei schwer beschädigt und es dauerte bis 1921, bis die Restaurierung abgeschlossen werden konnte. In der Pogromnacht vom 9. auf den 10. November 1938 wurde der Haupttrakt mit der Synagoge völlig zerstört. Lediglich die Seitentrakte blieben zunächst erhalten. Die in einem der Seitentrakte untergebrachte Bibliothek konnte 1943 durch die couragierte Initiative des Studenten und späteren Vorstands des Instituts für Judaistik an der Universität Wien Kurt Schubert großteils gerettet werden. Die Sammlung befindet sich heute in Jerusalem.
Der südliche Seitentrakt der Synagoge wurde 1951 geschliffen und durch ein Wohnhaus (Desider-Friedmann-Hof) ersetzt. Der nördliche Seitentrakt dient hingegen noch heute als Betstätte für die jüdische Gemeinde. Neben einem Bethaus wurde hier auch eine Talmud-Tora-Schule der Agudas Israel untergebracht. Die Synagoge wurde hingegen durch einen Neubau mit Wohnungen ersetzt. Hier befindet sich heute auch das sozialmedizinische Zentrum ESRA, das seit 1994 als Beratungs- und Behandlungszentrum für die Überlebenden der NS-Verfolgung und deren Nachkommen dient. Die Einrichtung übernimmt zudem die Betreuung jüdischer Migranten und fungiert als psychosoziales Zentrum für die jüdische Bevölkerung Wiens.

## Architektur
Der Leopoldstädter Tempel war ein Beispiel des Mitte des 19. Jahrhunderts in Wien herrschenden historisierenden Klassizismus bzw. romantischen Historismus. Jüdische Kultbauten wurden in dieser Phase mit orientalisierenden Stilelementen versehen. Die Leopoldstädter Synagoge bestand aus kubischen Blöcken, die auf einem breiten Grundstück errichtet wurden. Da eine Freistellung der Synagoge vorgesehen war, wurden die seitlichen Verwaltungstrakte durch Höfe vom Hauptgebäude getrennt. Bei den Seitentrakten handelte es sich um relativ schmale, viergeschoßige Gebäude, die zahlreiche Einrichtungen beherbergten. Im nördlichen Seitentrakt befanden sich neben der Mikwe und einem Versammlungsraum einige Wohnungen. Im südlichen Seitentrakt wurden Gemeindebeamte untergebracht.
Das Hauptgebäude mit der Synagoge wurde als vierjochiger Bau verwirklicht, wobei die Fassade von verzierten, gebrannten Tonziegeln in roter und gelber Farbe ausgestattet war. In das Innere der Synagoge gelangte man über einen hohen, mittleren Eingangsbogen und das Vestibül. Der Hauptraum der Synagoge mit 2000 Sitzplätzen war dreischiffig ausgeführt, wobei die Seitenschiffe vom Hauptschiff durch hohe Rundbögen getrennt waren. Dekoriert war das Innere mit Muschelkalk, Stuckfliesen, Mosaiken sowie Fenstern aus geschliffenem Glas.

## Gedenktafel
Eine Gedenktafel wurde in den 1990er Jahren angebracht, mit einer Inschrift in deutscher und hebräischer Sprache:
„Hier befand sich der Leopoldstädter Tempel, der im Jahre 1858 nach Plänen von Architekt Leopold Förster im maurischen Stil errichtet und am 10. November 1938 in der sogenannten ‚Reichskristallnacht‘ von den nationalsozialistischen Barbaren bis auf die Grundmauern zerstört wurde. – Israelitische Kultusgemeinde Wien“